# Riserva naturale orientata Pizzo Cane, Pizzo Trigna e Grotta Mazzamuto
La riserva naturale orientata Pizzo Cane, Pizzo Trigna e Grotta Mazzamuto è un'area naturale protetta situata nei comuni di Altavilla Milicia, Baucina, Caccamo, Casteldaccia, Trabia e Ventimiglia di Sicilia, nella città metropolitana di Palermo.
La riserva naturale orientata Pizzo Cane, Pizzo Trigna e Grotta Mazzamuto è un’area protetta di oltre 4.500 ettari, sul versante occidentale del Parco delle Madonia, affacciata direttamente sul Mar Tirreno ed è stata istituita nel 2000.
La riserva vanta paesaggi naturalistici pittoreschi e variegati in cui zone umide e verdeggianti lasciano il passo ad altre più  rupestri. Il complesso montuoso, in parte di origini vulcaniche, ha le sue vette maggiori sul Pizzo Trigna (1.257 metri) e Pizzo Cane (1.243 metri) da dove si potrà ammirare un paesaggio unico sui golfi di Palermo e Termini Imerese.

## Descrizione
La flora presenta pochi esemplari di grandi alberi, con rare eccezioni di lecci e querce. Il paesaggio però è ben colorato di verde grazie alle ampie distese di erba e arbusti che ne hanno colonizzato le pareti dei monti. La fauna presente nella Riserva conta un buon numero di ricci, istrici, gatti selvatici e donnole mentre l’avifauna può contare sulla prestigiosa presenza dell’aquila reale.
Se siete interessati ad escursioni ed esplorazioni, nutrirete un interesse particolare per questi luoghi. Nella Riserva infatti si trovano tre diverse grotte (la grotta Mazzamuto, la grotta Brigli e la grotta Leone) in cui sono stati ritrovati tracce di insediamenti preistorici, oggetto di grande valore per gli appassionati.

## Accessi
La riserva naturale è facilmente raggiungibile da Palermo percorrendo l’autostrada A19 fino alla deviazione per Casteldaccia, subito dopo Bagheria. Da cui occorrerà prendere la Strada provinciale 16 in direzione sud, seguendo le indicazioni che portano a Ventimiglia di Sicilia. Prima di arrivare al paese una deviazione sulla sinistra vi condurrà all’ingresso della Riserva.